# David Storl
David Storl (Rochlitz, 27 luglio 1990) è un pesista tedesco, campione mondiale ed europeo della specialità.
Ha un personale di 22,20 metri con l'attrezzo da 7,260 kg, ottenuto all'aperto, mentre al coperto ha un personale di 21,88 metri. In carriera ha vinto, oltre ai titoli mondiali ed europei giovanili, due titoli mondiali assoluti (Taegu 2011 e Mosca 2013) e due titoli europei (Helsinki 2012 e Zurigo 2014). È anche primatista mondiale juniores nel getto del peso sia con l'attrezzo da 6 kg con la misura di 22,73 che con l'attrezzo da 7,260 kg con 20,43.

## Biografia

### Carriera giovanile (2006-2009)

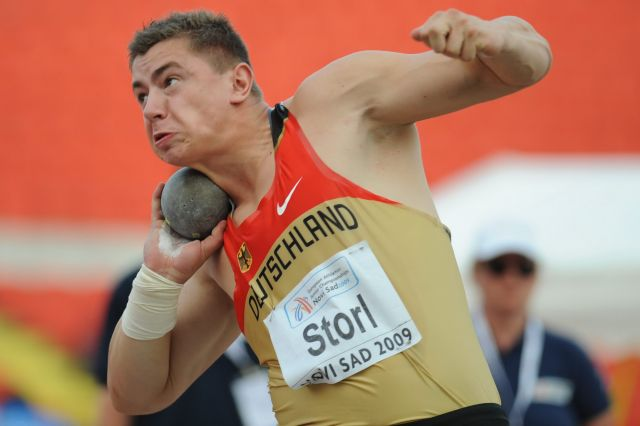
David Storl durante i campionati europei juniores di Novi Sad 2009.

Ha iniziato la sua carriera sportiva nella società VfA Rochlitzer Berg e si è concentrato sempre di più nel getto del peso dopo la morte del suo allenatore nel 2006.
Nel 2007 ha trionfato ai campionati del mondo allievi ad Ostrava con l'attrezzo da 5 kg.
In stagione grazie ad un lancio a 21,40 m, ha migliorato di due centimetri il record nazionale tedesco di categoria allievi che apparteneva a Ralf Bartels.
Ai campionati del mondo juniores del 2008 a Bydgoszcz ha vinto con un lancio di 21,08 metri la medaglia d'oro nel getto del peso.
Il 13 giugno 2009, al meeting di Mannheim ha siglato due record mondiali di categoria. Nel secondo tentativo ha lanciato il suo peso da 6 kg a 22,18 metri, superando di 22 centimetri il record del croato Edis Elkasević che durava ormai da undici anni.
Storl è stato il primo juniores ad aver superato i 22 metri. Nel terzo tentativo si è migliorato ancora di più con 22,34 m.
Quattro settimane più tardi, ha migliorato ulteriormente il record del mondo arrivando a 22,73 m. Tale record è poi stato battuto il 18 agosto del 2013 dal neozelandese Jacko Gill.
Nell'estate del 2009 ha anche gareggiato a livello assoluto con il peso da 7,260 kg. Ai Campionati tedeschi ha raggiunto il terzo posto con 19,84 metri alle spalle di Ralf Bartels e Peter Sack.
Un solo giorni più tardi, il 6 luglio 2009, ha fatto un altro record del mondo, questa volta con l'attrezzo da 7,260 kg. Con 20,43 m, ha superato di quattro centimetri lo storico record di Janus Robberts.
Il 3 agosto, ai Campionati del mondo di Berlino si è dovuto fermare al turno di qualificazione.

### Affermazione internazionale (2010)
Nel 2010, dopo essere arrivato secondo ai campionati nazionali al coperto, ai mondiali indoor di Doha ha raggiunto la settima posizione con un lancio a 20,40.
Questa è stata per lui anche la prima partecipazione ad una finale in un campionato di livello assoluto.
Dopo una stagione all'aperto culminata con i 20,77 m raggiunti il 20 maggio a Chemnitz ha partecipato a vari meeting internazionali come il Weltklasse Zürich o l'Internationales Stadionfest senza però trovare successo.
Ai Campionati europei di Barcellona, dopo essersi qualificato alla finale con la quinta miglior misura a 20,24, in finale è riuscito a confermare la quinta posizione grazie ad un lancio a 20,57 metri.
Il titolo europeo è poi andato al bielorusso Andrėj Michnevič che con il suo 21,01 ha superato di solo un centimetro il polacco Majewski.

### Il titolo mondiale a Taegu (2011)

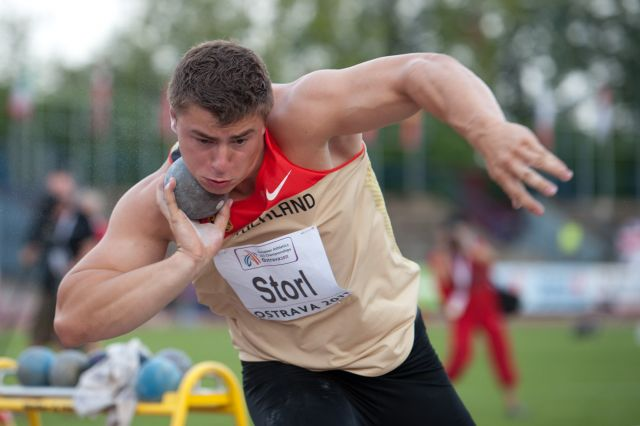
David Storl durante i campionati europei under 23 di Ostrava 2011.

Nella stagione 2011, dopo aver vinto il suo primo titolo nazionale al coperto, battendo di soli 2 centimetri Ralf Bartels, Storl ha partecipato ai campionati europei indoor di Parigi 2011 come uno dei favoriti per la vittoria di una medaglia.
Dopo aver superato le qualificazioni, con un secondo lancio a 20,01 metri, in finale, grazie al suo terzo tentativo a 20,75 si è assicurato la medaglia d'argento dietro al connazionale Bartels e davanti al russo Maksim Sidorov.
Tra il 28 maggio e l'11 giugno, ha migliorato il suo primato personale prima a Neubrandenburg raggiungendo la misura di 20,85 metri e poi a Göteborg raggiungendo 21,03.
Il 14 luglio si è laureato campione europeo under 23, a Ostrava, con un lancio a 20,45, nuovo record dei campionati.
Dopo pochi giorni, ai campionati nazionali tedeschi ha vinto il suo primo titolo nazionale assoluto all'aperto facilitato però dall'assenza del campione uscente Ralf Bartels.
Giunto ai Campionati del mondo di Taegu, il 1º settembre durante le qualificazioni, ha lanciato fino alla misura di 21,50 metri migliorando il suo primato personale di 45 cm e superando il turno con la miglior misura.
In finale, dopo essere andato in testa alla gara con un lancio a 21,60, al quarto tentativo è stato scavalcato dal canadese Dylan Armstrong per solo 4 cm.
Persa la testa della classifica, Storl è sceso in pedana per il suo ultimo lancio ed è riuscito a scagliare il suo peso fino alla misura di 21,78 migliorando ulteriormente il suo primato personale e portando il primo titolo mondiale della storia alla Germania nella disciplina del getto del peso.
Il 28 settembre gli viene conferito l'European Athletics Rising Star award, a livello maschile, dall'Associazione europea di atletica leggera.
Riesce a conquistare il premio superando in classifica l'astista polacco Pawel Wojciechowski diventando così il successore del francese Teddy Tamgho vincitore del premio nel 2010.

### L'esordio olimpico (2012)

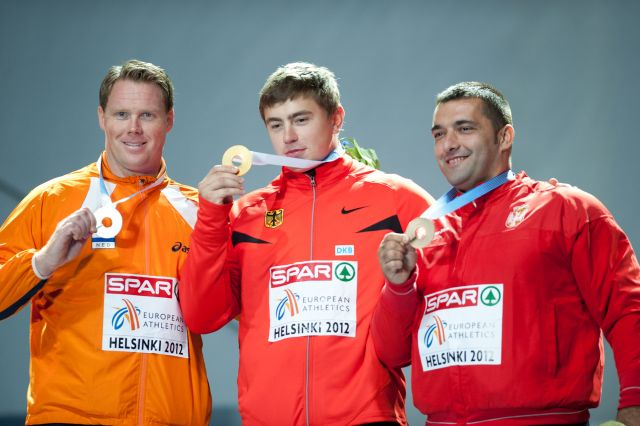
Il podio del getto del peso ai Campionati europei di Helsinki 2012 (Rutger Smith, David Storl, Asmir Kolašinac).

La stagione indoor 2012, si apre con la vittoria al meeting di Nordhausen, dove ha migliorato il suo primato personale fino a 21,24 metri.
Ai campionati nazionali tedeschi indoor, a Karlsruhe, ha difeso il titolo conquistando la vittoria con un lancio a 21,40 metri.
Giunto ai Campionati mondiali indoor di Istanbul, già nel turno di qualificazione aumentata il suo primato personale di altri 3 centimetri portandolo a 21,43 m.
In classe finale, dopo un primo tentativo a 21,88 metri, venne però scavalcato dall'americano Ryan Whiting che vincerà il titolo mondiale con la misura di 22,00 metri.
Nella stagione all'aperto, dopo la vittoria del titolo nazionale, prende parte ai campionati europei di Helsinki.
La rinuncia di Tomasz Majewski e Maksim Sidorov, due tra i migliori pesisti europei della stagione, forti di misure oltre i 21 metri, hanno lasciato Storl come il principale favorito alla vittoria. 
Dopo aver superato le qualificazioni con la seconda misura, in finale vince agevolmente il titolo europeo 21,58 m, davanti all'olandese Rutger Smith.
Ai Giochi Olimpici di Londra è riuscito a migliorare il suo record personale fino a 21,86 metri, terminando la gara in seconda posizione, dietro al polacco Tomasz Majewski, per soli 3 centimetri.

### Il secondo titolo mondiale (2013)
Nel 2013 decide di rinunciare alla stagione indoor.
Dopo alcune gare all'aperto sottotono, riesce comunque ad avvicinare stabilmente la quota di 21 metri.
Agli Europei a squadre vince la gara con la misura di 20,47 metri, davanti al polacco Tomasz Majewski.
Nel mese di agosto prende parte al Mondiali di Mosca per difendere il titolo.
Dopo aver superato agevolmente il turno di qualificazione, in finale riuscirà a vincere il suo secondo oro mondiale grazie ad un lancio a 21,73 metri, battendo il favorito Ryan Whiting.

### Dai mondiali indoor di Sopot agli europei di Zurigo (2014)
La stagione 2014 inizia subito con la vittoria al meeting indoor PSD Bank di Düsseldorf. Dopo altri meeting internazionali che l'avevano visto protagonista, il 22 febbraio vince il suo terzo titolo nazionale nel getto del peso al coperto, migliorando il suo primato stagionale fino a 21,22 metri.
Il 7 marzo scende in pedana ai Campionati mondiali indoor di Sopot come uno dei favoriti alla medaglia.
Passa agevolmente il turno di qualificazione con la miglior misura di 21,24 metri.
Giunto in finale, inizia una sfida sul filo dei 22 metri, per la vittoria del titolo mondiale, con lo statunitense Ryan Whiting.
Dopo essersi superati a vicenda tra il primo ed il secondo turno, al quarto Whiting riesce a scagliare il suo peso fino alla misura di 22,05 metri chiudendo di fatto la gara.
Per Storl rimane la medaglia d'argento con un lancio a 21,79 metri, nuovo primato stagionale.
Dopo il titolo mondiale indoor sfumato, la stagione all'aperto inizia con delle buone gare, anche nel circuito della Diamond League, che l'hanno visto concludere sempre oltre la quota dei 21 metri.
Dopo la vittoria all'Europeo per nazioni, il 27 giugno, durante un meeting a Schönebeck, migliora il suo primato personale fino a 21,90 metri.
Il 20 luglio, a Londra, arriva a sfiorare i 22 metri con un lancio a 21,97, risultato che lo colloca nelle migliori 25 prestazioni di tutti i tempi della specialità.
Il 12 agosto partecipa ai campionati europei di Zurigo come favorito per la vittoria. Dopo aver superato agevolmente il turno di qualificazione con la miglior misura, in finale vince il titolo grazie ad un lancio a 21,41 metri..

### Dagli europei indoor di Praga ai mondiali di Pechino (2015)

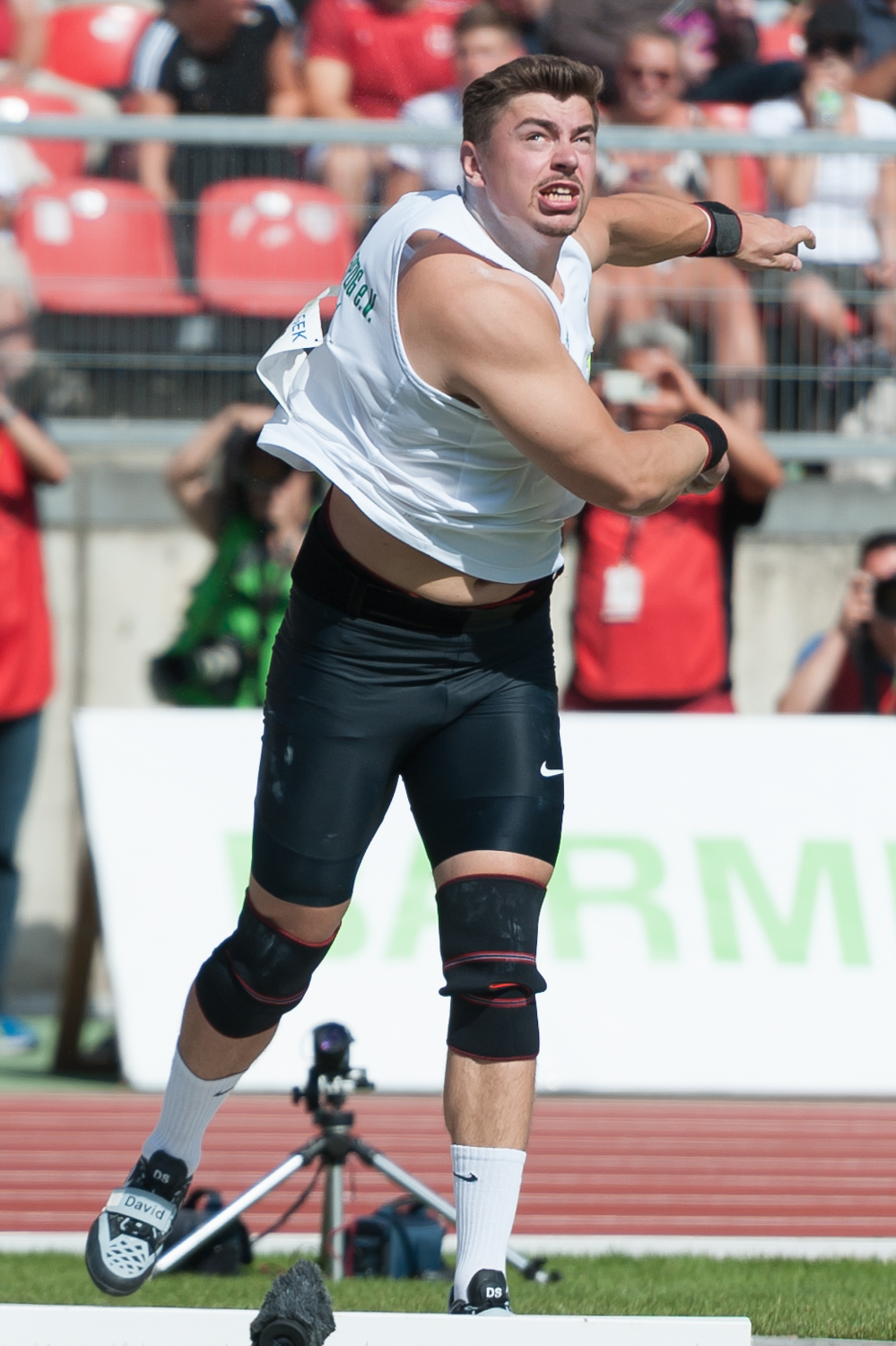
Durante un lancio ai campionati nazionali tedeschi 2015.

La stagione 2015 inizia il 22 febbraio con la vittoria del suo quarto titolo nazionale al coperto nel getto del peso, con la misura di 21,26 metri.
Tra il 5 ed il 6 marzo scende in pedana ai Campionati europei indoor di Praga come grande favorito.
Dopo aver passato agevolmente il turno di qualificazione, con la miglior misura di 21,23 metri, in finale ha vinto il titolo confermando la stessa misura del giorno precedente.
Durante la stagione all'aperto, partecipa a varie competizioni del circuito della Diamond League, che l'hanno visto trionfare sempre con lanci nettamente superiori ai 21 metri.
Dopo la vittoria all'Europeo per nazioni, il 9 luglio, durante il Meeting Athletissima di Losanna, migliora il suo primato personale fino a 22,20 metri, superando per la prima volta la quota di 22 metri.

### I mondiali di Londra (2017)
Al termine dei campionati decide di cambiare guida tecnica, da oltre 10 anni era stato allenato da Sven Lang.

## Tecnica di lancio
Con i suoi 120 kg a fronte di un'altezza di 199 cm, Storl è significativamente più leggero rispetto ai suoi concorrenti diretti a livello internazionale, ed anche sotto l'aspetto della forza massima ha raggiunto valori nettamente più bassi. Dopo il secondo posto ottenuto ai Campionati mondiali indoor di Istanbul, Storl ha infatti affermato di avere un massimale di 230 kg nello squat e di 190 kg nella panca piana, a fronte di avversari che hanno massimali superiori anche di 60 kg.
Questo apparente svantaggio è però compensato dalla sua esplosività e dalla tecnica eccellente.
Il movimento di traslocazione è infatti tra i più veloci in assoluto grazie al rapido spostamento della gamba di caricamento.
All'atleta tedesco sono arrivati apprezzamenti per la sua tecnica anche dall'ex campione olimpico e mondiale Adam Nelson.

## Record
Storl in carriera ha siglato vari record mondiali, europei e nazionali soprattutto nelle categorie giovanili.

### Mondiali

#### Juniores
- Getto del peso (7,260 kg) 20,43 m ( Gerlingen, 6 luglio 2009)
- Getto del peso (6 kg) indoor 22,35 m ( Rochlitz, 20 dicembre 2009)

#### Allievi
- Getto del peso (5 kg)  21,43 m ( Magdeburgo, 15 dicembre 2007)

### Europei

#### Under 23
- Getto del peso 21,86 m ( Londra, 3 agosto 2012)

#### Juniores
- Getto del peso (6 kg) 22,73 m ( Osterode, 14 luglio 2009) ex-

### Nazionali

#### Juniores
- Getto del peso (7,260 kg) indoor 20,40 m ( Rochlitz, 20 dicembre 2009)

## Progressione

### Getto del peso outdoor

#### Seniores
| Stagione | Misura  | Luogo          | Data      | Rank. Mond. |
| -------- | ------- | -------------- | --------- | ----------- |
| 2017     | 21,87 m | Gotha          | 15-7-2017 |             |
| 2016     | 21,39 m | Londra         | 23-7-2016 |             |
| 2015     | 22,20 m | Losanna        | 26-6-2015 |             |
| 2014     | 21,97 m | Londra         | 20-7-2014 | 2º          |
| 2013     | 21,73 m | Mosca          | 16-8-2013 | 2º          |
| 2012     | 21,86 m | Londra         | 3-8-2012  | 4º          |
| 2011     | 21,78 m | Taegu          | 2-9-2011  | 6º          |
| 2010     | 20,77 m | Chemnitz       | 20-5-2010 | 13º         |
| 2009     | 20,43 m | Gerlingen      | 6-7-2009  | 25º         |
| 2008     | 18,46 m | Recklinghausen | 26-7-2008 | 163º        |

#### Juniores (peso da 6 kg)
| Stagione | Misura  | Luogo     | Data      | Rank. Mond. |
| -------- | ------- | --------- | --------- | ----------- |
| 2009     | 22,73 m | Osterode  | 14-7-2009 | 1º          |
| 2008     | 21,08 m | Bydgoszcz | 8-7-2008  | 1º          |
| 2007     | 19,03 m | Biberach  | 16-6-2007 | -           |

#### Allievi (peso da 5 kg)
| Stagione | Misura  | Luogo    | Data      | Rank. Mond. |
| -------- | ------- | -------- | --------- | ----------- |
| 2007     | 21,40 m | Ostrava  | 11-7-2007 | 2º          |
| 2006     | 18,52 m | Rochlitz | 23-9-2006 | 33º         |

### Getto del peso indoor

#### Seniores
| Stagione | Misura  | Luogo     | Data      | Rank. Mond. |
| -------- | ------- | --------- | --------- | ----------- |
| 2017     | 21,37 m | Rochlitz  | 5-2-2017  | 3º          |
| 2015     | 21,26 m | Karlsruhe | 21-2-2015 | 2º          |
| 2014     | 21,79 m | Sopot     | 7-3-2014  | 2º          |
| 2013     | 21,19 m | Zurigo    | 28-8-2013 | 3º          |
| 2012     | 21,88 m | Istanbul  | 9-3-2012  | 2º          |
| 2011     | 20,75 m | Parigi    | 4-3-2011  | 5º          |
| 2010     | 20,77 m | Karlsruhe | 27-2-2010 | 11º         |
| 2009     | 19,48 m | Monaco    | 7-2-2009  | 34º         |

#### Juniores (peso da 6 Kg)
| Stagione | Misura  | Luogo      | Data       | Rank. Mond. |
| -------- | ------- | ---------- | ---------- | ----------- |
| 2009     | 22,35 m | Rochlitz   | 20-12-2009 | 1º          |
| 2008     | 19,50 m | Düsseldorf | 16-2-2008  | 2º          |

#### Allievi (peso da 5 kg)
| Stagione | Misura  | Luogo    | Data      | Rank. Mond. |
| -------- | ------- | -------- | --------- | ----------- |
| 2007     | 19,67 m | Chemnitz | 27-1-2007 | 1º          |

### Lancio del disco

#### Juniores (disco da 1,75 kg)
| Stagione | Misura  | Luogo          | Data      | Rank. Mond. |
| -------- | ------- | -------------- | --------- | ----------- |
| 2009     | 59,37 m | Neubrandenburg | 15-2-2009 | 13º         |
| 2008     | 57,37 m | Berlino        | 19-7-2008 | 23º         |

#### Allievi (disco da 1,5 kg)
| Stagione | Misura  | Luogo | Data     | Rank. Mond. |
| -------- | ------- | ----- | -------- | ----------- |
| 2007     | 57,91 m | Ulma  | 4-8-2007 | 17º         |

## Palmarès
| Anno | Manifestazione    | Sede           | Evento         | Risultato | Prestazione | Note                                     |
| ---- | ----------------- | -------------- | -------------- | --------- | ----------- | ---------------------------------------- |
| 2007 | Mondiali allievi  | Ostrava        | Getto del peso | Oro       | 21,40 m     |                                          |
| 2008 | Mondiali juniores | Bydgoszcz      | Getto del peso | Oro       | 21,08 m     |                                          |
| 2009 | Europei juniores  | Novi Sad       | Getto del peso | Oro       | 22,40 m     |                                          |
| 2009 | Mondiali          | Berlino        | Getto del peso | 26º (q)   | 19,19 m     |                                          |
| 2010 | Mondiali indoor   | Doha           | Getto del peso | 6º        | 20,40 m     |                                          |
| 2010 | Europei           | Barcellona     | Getto del peso | 4º        | 20,57 m     |                                          |
| 2011 | Europei indoor    | Parigi         | Getto del peso | Argento   | 20,75 m     | Miglior prestazione personale stagionale |
| 2011 | Europei under 23  | Ostrava        | Getto del peso | Oro       | 20,45 m     | Record dei campionati                    |
| 2011 | Mondiali          | Taegu          | Getto del peso | Oro       | 21,78 m     | Miglior prestazione personale            |
| 2012 | Mondiali indoor   | Istanbul       | Getto del peso | Argento   | 21,88 m     | Miglior prestazione personale            |
| 2012 | Europei           | Helsinki       | Getto del peso | Oro       | 21,58 m     | Miglior prestazione personale stagionale |
| 2012 | Giochi olimpici   | Londra         | Getto del peso | Argento   | 21,86 m     | Miglior prestazione personale            |
| 2013 | Mondiali          | Mosca          | Getto del peso | Oro       | 21,73 m     | Miglior prestazione personale stagionale |
| 2014 | Mondiali indoor   | Sopot          | Getto del peso | Argento   | 21,79 m     | Miglior prestazione personale stagionale |
| 2014 | Europei           | Zurigo         | Getto del peso | Oro       | 21,41 m     |                                          |
| 2015 | Europei indoor    | Praga          | Getto del peso | Oro       | 21,23 m     |                                          |
| 2015 | Mondiali          | Pechino        | Getto del peso | Argento   | 21,74 m     |                                          |
| 2016 | Europei           | Amsterdam      | Getto del peso | Oro       | 21,31 m     | Miglior prestazione personale stagionale |
| 2016 | Giochi olimpici   | Rio de Janeiro | Getto del peso | 7º        | 20,64 m     |                                          |
| 2017 | Europei indoor    | Belgrado       | Getto del peso | Bronzo    | 21,30 m     |                                          |
| 2017 | Mondiali          | Londra         | Getto del peso | 10º       | 20,80 m     |                                          |
| 2018 | Mondiali indoor   | Birmingham     | Getto del peso | Argento   | 21,44 m     | Miglior prestazione personale stagionale |
| 2018 | Europei           | Berlino        | Getto del peso | Bronzo    | 21,41 m     |                                          |
| 2019 | Europei indoor    | Glasgow        | Getto del peso | Argento   | 21,54 m     | Miglior prestazione personale stagionale |

## Campionati nazionali
- 7 titoli tedeschi assoluti nel getto del peso (2011/2017)
- 5 titoli tedeschi assoluti indoor nel getto del peso (2011/2012, 2014/2015, 2017)
- 4 titoli tedeschi under 23 (2008/2011)
- 1 titolo tedesco juniores (2008)
- 3 titoli tedeschi juniores indoor nel getto del peso (2007/2009)
- 1 titolo tedesco allievi nel getto del peso (2007)

2007
- Oro ai Campionati nazionali juniores indoor, getto del peso - 17,76 m
- Argento ai Campionati nazionali allievi invernali, lancio del disco - 55,94 m
- Oro ai Campionati nazionali allievi, getto del peso - 20,67 m
- Argento ai Campionati nazionali allievi, lancio del disco - 57,91 m

2008
- Oro ai Campionati nazionali juniores indoor, getto del peso - 19,86 m
- 4º ai Campionati nazionali juniores invernali, lancio del disco - 53,95 m
- Oro ai Campionati nazionali under 23, getto del peso - 18,46 m
- Oro ai Campionati nazionali juniores, getto del peso - 19,81 m
- Argento ai Campionati nazionali juniores, lancio del disco - 57,37 m

2009
- Oro ai Campionati nazionali juniores indoor, getto del peso - 21,59 m
- 4º ai Campionati nazionali assoluti indoor, getto del peso - 19,46 m
- Argento ai Campionati nazionali juniores invernali, lancio del disco - 59,37 m
- Oro ai Campionati nazionali under 23, getto del peso - 19,96 m
- Bronzo ai Campionati nazionali assoluti, getto del peso - 19,84 m

2010
- Argento ai Campionati nazionali assoluti indoor, getto del peso - 20,77 m
- Oro ai Campionati nazionali under 23, getto del peso - 20,49 m
- Argento ai Campionati nazionali assoluti, getto del peso - 20,45 m

2011
- Oro ai Campionati nazionali assoluti indoor, getto del peso - 20,70 m
- Oro ai Campionati nazionali under 23, getto del peso - 20,53 m
- Oro ai Campionati nazionali assoluti, getto del peso - 20,35 m

2012
- Oro ai Campionati nazionali assoluti indoor, getto del peso - 21,40 m
- Oro ai Campionati nazionali assoluti, getto del peso - 20,96 m

2013
- Oro ai Campionati nazionali assoluti, getto del peso - 21,04 m

2014
- Oro ai Campionati nazionali assoluti indoor, getto del peso - 21,22 m
- Oro ai Campionati nazionali assoluti, getto del peso - 21,87 m

2015
- Oro ai Campionati nazionali assoluti indoor, getto del peso - 21,26 m
- Oro ai Campionati nazionali assoluti, getto del peso - 21,47 m

2016
- Oro ai Campionati nazionali assoluti, getto del peso - 20,75 m

2017
- Oro ai Campionati nazionali assoluti indoor, getto del peso - 20,98 m
- Oro ai Campionati nazionali assoluti, getto del peso - 20,98 m

## Altre competizioni internazionali
2010
- 4º al Memorial Josefa Odlozila ( Praga), getto del peso - 19,90 m
- 8º al Weltklasse Zürich ( Zurigo), getto del peso - 20,08 m
- 7º al Meeting ISTAF ( Berlino), getto del peso - 20,02 m

2011
- Bronzo al Meeting Förderverein Brandberge ( Halle), getto del peso - 20,56 m
- Oro al Meeting Askina 2011 ( Kassel), getto del peso - 20,06 m
- Oro al Göteborg Grand Prix ( Göteborg), getto del peso - 21,03 m
- Campionati europei a squadre di atletica leggera ( Stoccolma)
- Oro agli Europei a squadre ( Stoccolma), getto del peso - 20,81 m
- Oro al Weltklasse in Biberach ( Biberach an der Riß), getto del peso - 20,88 m
- 5º al DN Galan ( Stoccolma), getto del peso - 20,42 m
- Oro al EWE Athletics 2011 ( Cuxhaven), getto del peso - 21,05 m
- 5º al Weltklasse Zürich ( Zurigo), getto del peso - 21,23 m
- 5º al Meeting ISTAF ( Berlino), getto del peso - 20,64 m
- Oro al Werfertag ( Thum), getto del peso - 21,49 m
- Oro al DécaNation ( Nizza), getto del peso - 20,30 m

2012
- Oro all'Internationalen Energie ( Nordhausen), getto del peso - 21,24 m
- Bronzo al PSD Bank Meeting Düsseldorf ( Düsseldorf), getto del peso - 20,67 m
- Argento all'International Hallen Meeting Karlsruhe ( Karlsruhe), getto del peso - 21,03 m
- 4º al Golden Spike ( Ostrava), getto del peso - 20,50 m
- Bronzo all'ExxonMobil Bislett Games ( Oslo), getto del peso - 20,69 m

2013
- Oro al Hallesche Halplus Werfertage ( Halle), getto del peso - 20,97 m
- Oro al Golden Gala Pietro Mennea ( Roma), getto del peso - 20,70 m
- Campionati europei a squadre di atletica leggera ( Gateshead)
- Oro agli Europei a squadre ( Gateshead), getto del peso - 20,47 m
- Argento al Meeting de Atletismo Madrid ( Madrid), getto del peso - 20,20 m
- Argento al Weltklasse Zürich ( Zurigo), getto del peso - 21,19 m
- Oro al Meeting ISTAF ( Berlino), getto del peso - 20,91 m

2014
- Oro al PSD Bank Meeting Düsseldorf ( Düsseldorf), getto del peso - 21,10 m
- Oro all'International Hallen Meeting Karlsruhe ( Karlsruhe), getto del peso - 21,33 m
- 4º al Shanghai Golden Grand Prix ( Shanghai), getto del peso - 21,09 m
- Oro al Ludvik Danek Memorial ( Turnov), getto del peso - 21,10 m
- Oro al 50th Internationales Pfingstsportfest ( Rehlingen), getto del peso - 21,15 m
- Argento all'ExxonMobil Bislett Games ( Oslo), getto del peso - 21,08 m
- Campionati europei a squadre di atletica leggera ( Braunschweig)
- Oro agli Europei a squadre ( Braunschweig), getto del peso - 21,20 m
- Oro al Sole-Cup ( Schönebeck), getto del peso - 21,90 m
- Oro al Meeting Areva ( Parigi), getto del peso - 21,41 m
- Argento al Sainsbury's Glasgow Grand Prix ( Glasgow), getto del peso - 21,38 m
- Oro al Sainsbury's Anniversary Games ( Londra), getto del peso - 21,97 m
- Bronzo al DN Galan ( Stoccolma), getto del peso - 20,77 m
- Argento al Weltklasse Zürich ( Zurigo), getto del peso - 21,47 m
- Oro al Meeting ISTAF ( Berlino), getto del peso - 21,41 m
- Oro in Coppa continentale ( Marrakech), getto del peso - 21,55 m

2015
- Oro al Doha Diamond League ( Doha), getto del peso - 21,51 m
- Argento al Prefontaine Classic ( Eugene), getto del peso - 21,92 m
- Oro al Golden Gala Pietro Mennea ( Roma), getto del peso - 21,46 m
- Oro agli Europei a squadre ( Čeboksary), getto del peso - 21,20 m
- Oro al Meeting Athletissima ( Losanna), getto del peso - 22,20 m

2017
- Campionati europei a squadre di atletica leggera ( Villeneuve-d'Ascq)
- Argento agli Europei a squadre ( Villeneuve-d'Ascq), getto del peso - 21,23 m

## Riconoscimenti
- L'Associazione europea di atletica leggera (EAA) gli conferisce il premio come atleta europeo emergente dell'anno per il 2011.[14]
- Atleta tedesco dell'anno 2011.[32]
- Ha ricevuto tre volte il premio Chemmy come miglior atleta dell'anno proveniente da Chemnitz (2011, 2012, 2013).[33]
- Ha ricevuto tre volte il premio Chemmy come miglior giovane atleta dell'anno proveniente da Chemnitz (2007, 2008, 2009).
- Miglior sportivo della Sassonia per l'anno 2011.

Nel novembre 2012 gli è stato negato il premio Silbernes Lorbeerblatt (Alloro d'argento), premio consegnato a tutti i medagliati della squadra olimpica, perché nella primavera del 2011 sparò ad un cane con un fucile ad aria compressa.

## Vita privata
Dal 2012 al 2015 è stato fidanzato con l'olimpionica tedesca Carolin Leonhardt.
Nella notte del 5 febbraio 2017 ha avuto un figlio con la sua compagna Marie Richter.